# Улыбающийся ангел
Улыбающийся ангел (фр. L'Ange au Sourire) — скульптура XIII века на фасаде Реймсского собора. Существенно пострадала во время Первой мировой войны, но именно благодаря этому превратилась в один из символов города Реймса.

## История и символика
Фасады Реймсского собора чрезвычайно богато украшены статуями: в общей сложности их насчитывается 2303. Особое место среди них занимают ангелы, из которых наиболее известен так называемый «улыбающийся ангел». Он расположен в северном портале западного фасада и был создан, вероятно, между 1236 и 1245 годом.

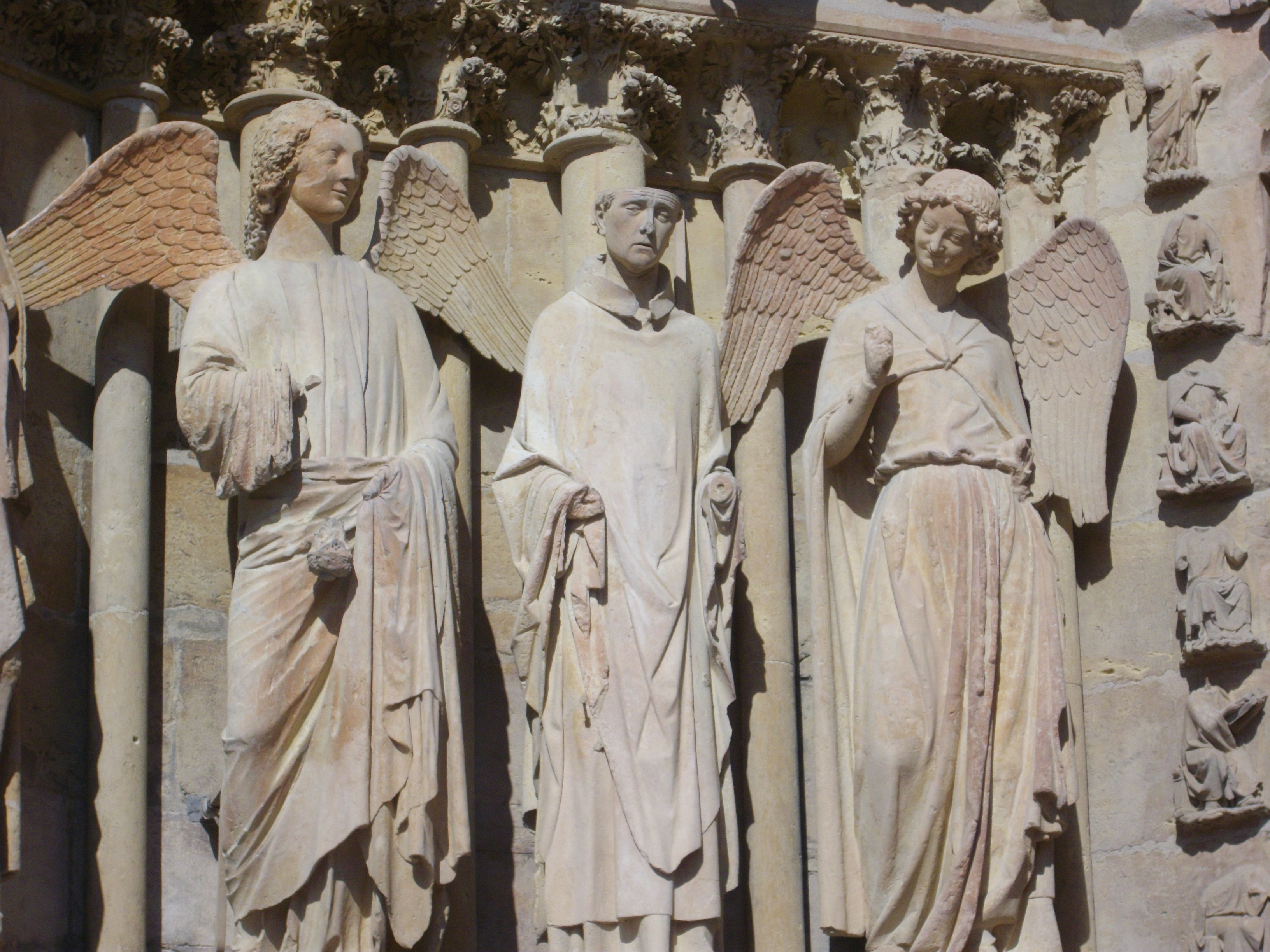
Ангелы северного портала. Улыбающийся ангел справа

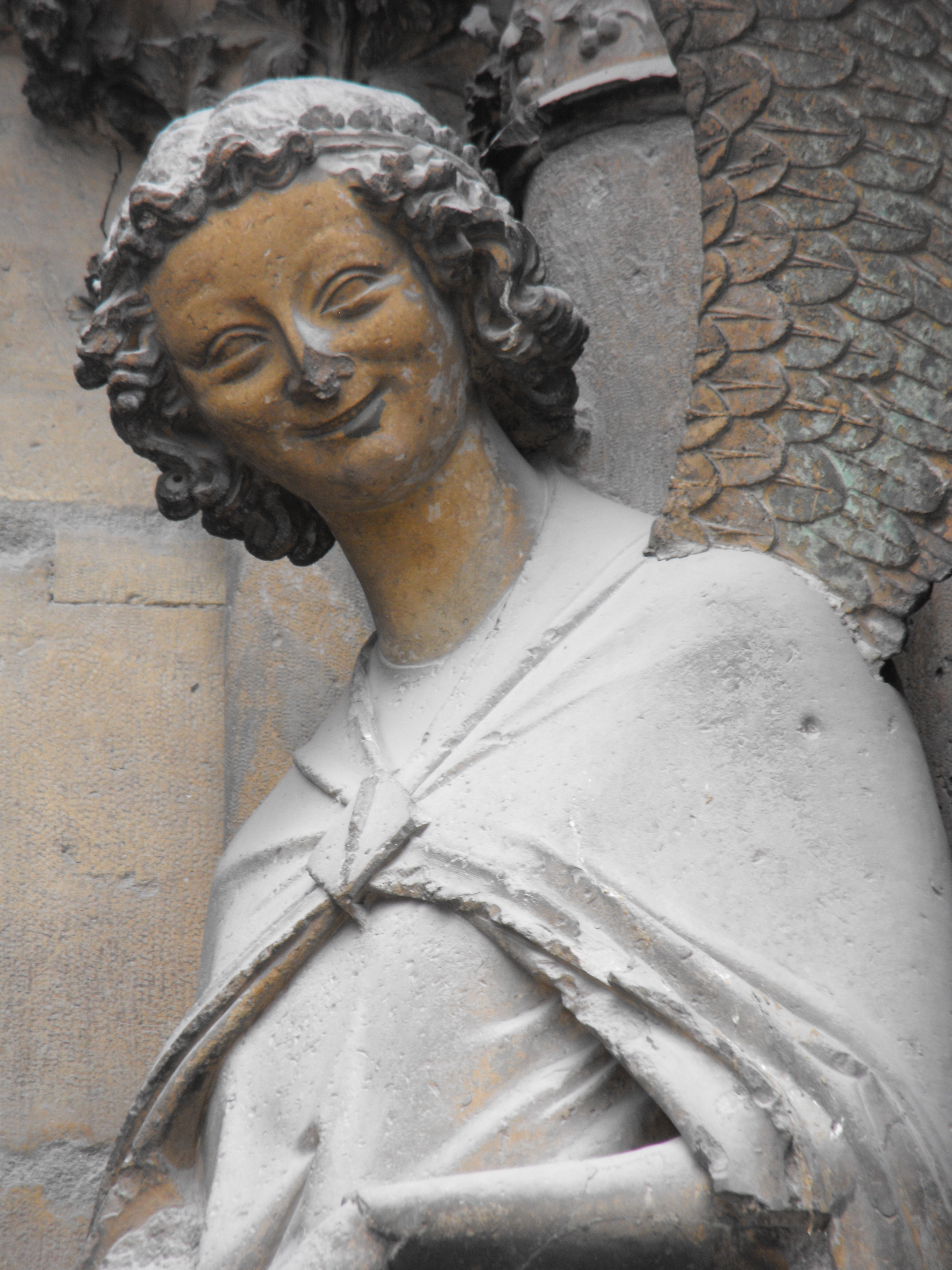
Ангел Благовещения, изначально задуманный как пандан улыбающегося ангела

Скульптурные изображения ангелов наделялись разным символическим значением. Наиболее распространённым был иконографический тип ангела-хранителя с распростёртыми крыльями. В XIII веке подобные ангелы помещались обычно на контрфорсах, что придавало храму вид крепости, охраняемой небесным воинством. Однако ангелам северного портала отведена, несомненно, иная роль: роль психагогов, проводников душ, явившихся препроводить в Царство Небесное обезглавленного мученика (святого Никасия или Дионисия). Что касается второго ангела, то на его месте, судя по сохранившимся и обнаруженным во время реставрации пометам, изначально предполагалась другая скульптура, ныне известная как ангел Благовещения (фр. L'Ange de l'Annonciation). Ангел Благовещения явно симметричен улыбающемуся ангелу, и на его губах играет похожая улыбка. Вероятно, ещё в XIII веке эту скульптуру, ввиду её особой красоты и выразительности, перенесли в центральный портал, а на её место поместили другого ангела, выполненного в более архаичном стиле.
Улыбающийся ангел примечателен, в частности, тем, что это один из первых случаев изображения улыбки в скульптуре, после того как она, начиная с V века, исчезла из западного искусства. Вместе с тем, уникальным он не является, так как скульптуры улыбающихся ангелов есть и в других французских храмах XIII века. Поскольку точные даты их создания неизвестны, невозможно сказать, был ли реймсский ангел создан раньше или позже других подобных скульптур.

## Первая мировая война

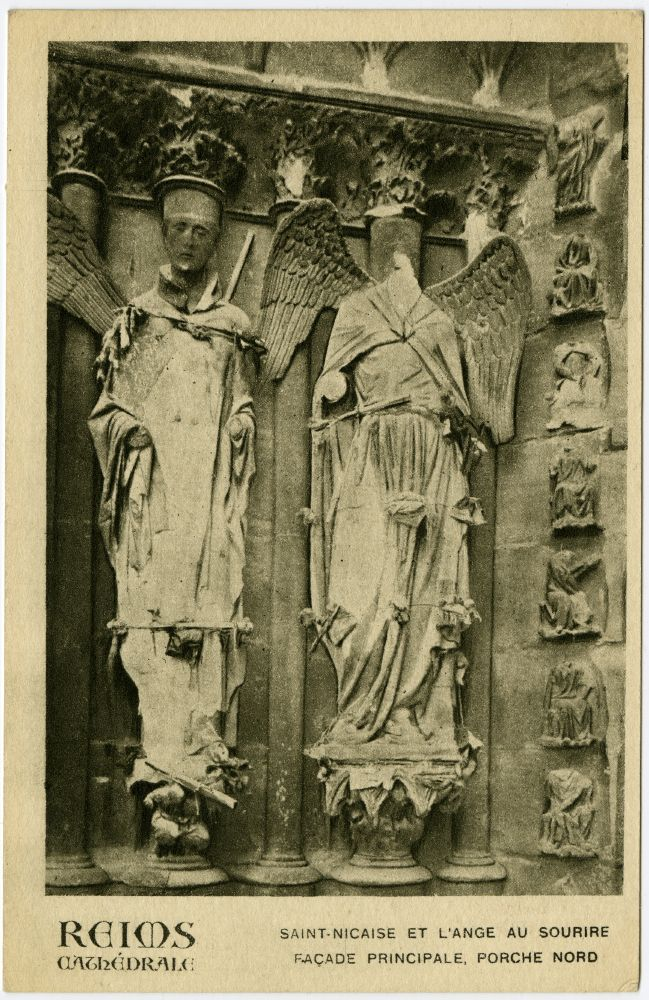
П. Антони-Туре. Фотография сделана около 1918 года; у ангела отсутствует голова

Хотя скульптуры Реймсского собора всегда вызывали интерес историков искусства, улыбающийся ангел не привлекал к себе особого внимания вплоть до Первой мировой войны. 19 сентября 1914 года в результате попадания немецкого снаряда загорелись деревянные леса, которыми был окружён фасад собора. В пожаре серьёзно пострадали скульптуры фасада; улыбающийся ангел, защищённый сводом портала, мог бы уцелеть, но на него свалилась балка и отбила ему голову. Упав с высоты, голова разлетелась на десятки фрагментов.
Варварское разрушение Реймсского собора, этого уникального памятника прошлого, повлекло за собой волну всеобщего негодования и множество возмущённых откликов в прессе. Реймсский фотограф Пьер Антони-Туре (фр. Pierre Antony-Thouret) сделал ряд снимков, запечатлевших собор и статуи в плачевном состоянии. В 1915 году он опубликовал памфлет с фотографиями улыбающегося ангела до и после пожара. Изуродованная голова реймсского ангела, красочно свидетельствующая о вандализме немцев, стала одним из наиболее ярких образов антинемецкой пропаганды, вызывавшим у современников сильный эмоциональный отклик. Именно в этот период статуя получила своё название — «улыбающийся ангел» (фр. L'Ange au Sourire, дословно «ангел с улыбкой») — и стала символом вначале Реймсского собора, а потом и города в целом. В 1916 году реймсский ангел получил мировую известность благодаря выставке, посвящённой утраченному во время войны культурному наследию Франции. Выставка проходила в США, Канаде, Аргентине и Чили; на ней, в числе прочих экспонатов, был представлен слепок головы ангела.

## Реставрация

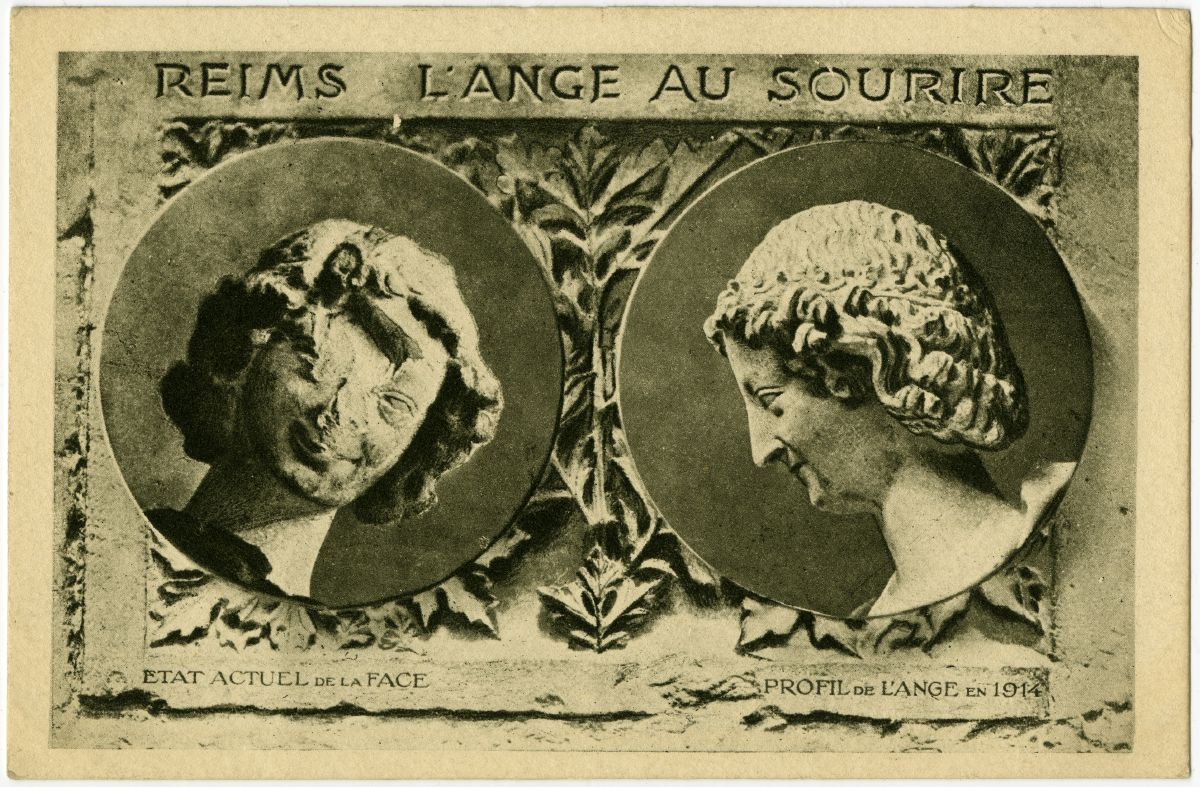
П. Антони-Туре (ок. 1918). Анфас — после повреждения; профиль — до пожара 1914 года

Обломки головы ангела были собраны аббатом Жюлем Тино и помещены на хранение в подвалы примыкающего к Реймсскому собору дворца То. В марте 1915 года аббат Тино погиб на фронте, и, поскольку опись сохранившихся фрагментов проведена не была, голова ангела считалась утраченной. Однако в ноябре того же года её обнаружил архитектор Макс Сенсольё. Вначале обезглавленную статую собирались поместить в музей, но затем было принято решение о реставрации, поскольку к этому времени реймсский ангел приобрёл чрезвычайно широкую известность. Тщательнейшее воссоздание головы ангела из обломков было осуществлено в 1926 году реймсским скульптором Реми Аво, под руководством возглавившего работы по восстановлению собора архитектора Анри Денё. Антони-Туре сделал новые фотографии ангела, вошедшие в его альбом «Reims au lendemain de la guerre» («Реймс после войны», 1927): успешно отреставрированный ангел символически представлял послевоенное возрождение Франции.
В 2010 году, впервые с 1914 года, была проведена полноценная реставрация северного портала собора. Реставрационные работы включали очистку статуй, в том числе улыбающегося ангела, от накопившихся загрязнений с помощью микроабразивов: этот метод был выбран как наиболее щадящий.

## Использование образа
Приобретший большую популярность во время Первой мировой войны, образ улыбающегося ангела с тех пор не переставал использоваться в оформлении открыток, почтовых марок и разнообразной сувенирной продукции. Марки с его изображением выходили в 1930, 1956 и 2007 годах. Изображение улыбающегося ангела присутствует в оформлении линии шампанских вин «Sourire de Reims» («Реймсская улыбка»), выпускаемой винодельческим домом Анри Абеле. Реймсский центр туризма также использует этот образ в своих публикациях и рекламных кампаниях.

## В искусстве
- Робер Антельм посвятил ангелу эссе «L’ange au sourire», в котором размышляет о его непохожести на прочие статуи и о природе его улыбки[19].

- Ольга Седакова написала об улыбающемся ангеле стихотворение под названием «Ангел Реймса»[20].